# Aljona Woinowa
Aljona Woinowa (russisch Алёна Войнова; englisch Elena Voinova; * 7. Juli 1975) ist eine russische Sand-Animations-Künstlerin. Sie tritt im deutschsprachigen Raum als Aljona Voynova auf und zählt zu den bekanntesten Künstlerinnen ihres Genres weltweit.

## Leben
Sie stammt aus Samara aus dem Föderationskreis Wolga. Nach Erfahrungen mit klassischer Malerei, Design und Fotografie entdeckte Aljona Voynova, inspiriert von der israelischen Sandkünstlerin Ilana Yahav, 2007 die Sandanimationskunst für sich. Seit 2010 hatte sie als Sandkünstlerin zahlreiche Auftritte in Fernsehsendungen und Fernsehshows. Außerdem trat sie auf öffentlichen und Firmenveranstaltungen weltweit mit Musikbegleitung auf, beispielsweise mit Vicky Leandros auf Rhodos. 2011 wurde sie in Deutschland mit der Krone der Volksmusik in der Kategorie „Crossover“ ausgezeichnet. Ihre Tourneen führten sie inzwischen neben Deutschland und Russland in weitere Länder, unter anderem Marokko, Israel, die Vereinigten Arabischen Emirate, Italien, Großbritannien, Frankreich, Polen, Tschechien, Luxemburg, die Schweiz und Österreich.
Bei der Weltpremiere des Audi A6 Avant in der Humboldt-Box in Berlin am 19. Mai 2011 zeichnete sie diesen als Sandbild. Weitere Fahrzeuge wie Rolls-Royce, Landrover und Skoda folgten. Ein Höhepunkt war 2012 die Einladung des DOSB zu den Olympischen Spielen in London, wo sie gemeinsam mit zwei Akrobaten (Live im Sandbild) das Deutsche Haus in den London Docks eröffnete. Im Dezember 2013 kam es mit den Bergischen Symphonikern zur Live-Aufführung des Zyklus der Scheherazade von Rimski-Korsakow. 2014 konnte Aljona Voynova das Sandtheater Hamburg von ihrer deutschen Kollegin Anne Löper übernehmen und damit erstmals einer breiten Öffentlichkeit ihre Kunst darbieten. 2015 folgte das Sandtheater Berlin im Admiralspalast.

## Fernsehauftritte
- Sat.1-Frühstücksfernsehen auf Sat.1 am 18. März 2010, 15. Februar 2012 und 9. August 2013[3][4]
- TV Total auf ProSieben am 26. April 2010[5]
- Benissimo auf SF-1 am 15. Mai 2010[6]
- Kerner auf Sat.1 am 19. August 2010[7]
- Goldene Henne im MDR Fernsehen am 15. September 2010[8]
- Krone der Volksmusik in der ARD am 9. Januar 2011[9]
- Musikantendampfer im MDR Fernsehen am 27. August 2011[10]

## Auszeichnungen
- Krone der Volksmusik 2011 in der Rubrik Crossover[11]